# Mary Kay Adams

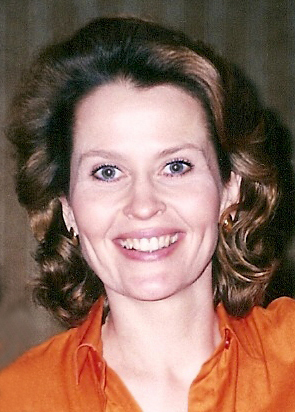
Mary Kay Adams (2007)

Mary Kay Adams (* 12. September 1962 in Middletown, New Jersey) ist eine US-amerikanische Film- und Theaterschauspielerin.

## Leben
Adams, die direkt von den US-Präsidenten John Adams und John Quincy Adams abstammt, besuchte das Emerson College, und im Anschluss die Carnegie Mellon University.
Sie ist vor allem als Schauspielerin in Fernsehserien präsent. In Babylon 5 und Star Trek: Deep Space Nine hatte Adams markante Gastrollen. Auch wirkte sie in Alle lieben Raymond, Diagnose: Mord, Third Watch – Einsatz am Limit und Law & Order mit. 1992 übernahm sie außerdem eine kurzlebige Rolle in der Seifenoper Liebe, Lüge, Leidenschaft. In Deutschland wurde sie vor allem als India von Halkein in der Fernsehserie Springfield Story bekannt.
Ihr bekanntester Spielfilm wurde die 1989 produzierte Filmkomödie Die Glücksjäger (See No Evil, Hear No Evil).